# Teraz
Teraz è il terzo album in studio della cantante polacca Dorota Osińska, pubblicato il 5 novembre 2013 su etichetta discografica Universal Music Polska.

## Tracce
1. Szaleć – 3:15
2. To nie banał – 3:00
3. Piosenka minimalistyczn – 3:08
4. W samochodzie – 3:32
5. Cztery słońca – 3:07
6. Nieznany sprawcy – 4:00
7. Song o morzu – 3:03
8. Nie dla skorpionów – 3:35
9. Jestem chora – 4:31
10. Pomroczność – 3:36
11. Biec w nadzieję – 3:36
12. Coś z Cohena (con Zbigniew Zamachowski) – 4:27

## Classifiche
| Classifica (2013) | Posizione massima |
| ----------------- | ----------------- |
| Polonia           | 39                |